# Zenu
Gli Zenu (o Zenù) sono un gruppo etnico indigeno della Colombia. Vivono nei dipartimenti di Cordoba e Sucre, soprattutto nella città di San Andrés de Sotavento. Hanno una lunga tradizione agricola e una ampia diversità di prodotti coltivati. Coltivano 25 specie diverse di mais e hanno una grande cultura culinaria di piatti tipici a base di questo alimento. Si considerano "hijos del maíz" ("figli del mais").